# Người Olu'bo
Người Olubo là một nhóm dân tộc ở Equatoria, Nam Sudan. Họ nói tiếng Olu'bo, một ngôn ngữ Nin-Sahara. Dân số của nhóm này có thể vượt quá 10.000 người. Hầu hết những người Olubo không phải là người Hồi giáo.